# 内森·杰瓦伊
内森·杰瓦伊（英語：Nathan Jawai，1986年10月10日—），澳大利亚职业篮球运动员，曾效力于美国NBA联盟。他在2008年的NBA选秀中第2轮第41顺位被印第安纳步行者选中。